# 미켈라 무르자

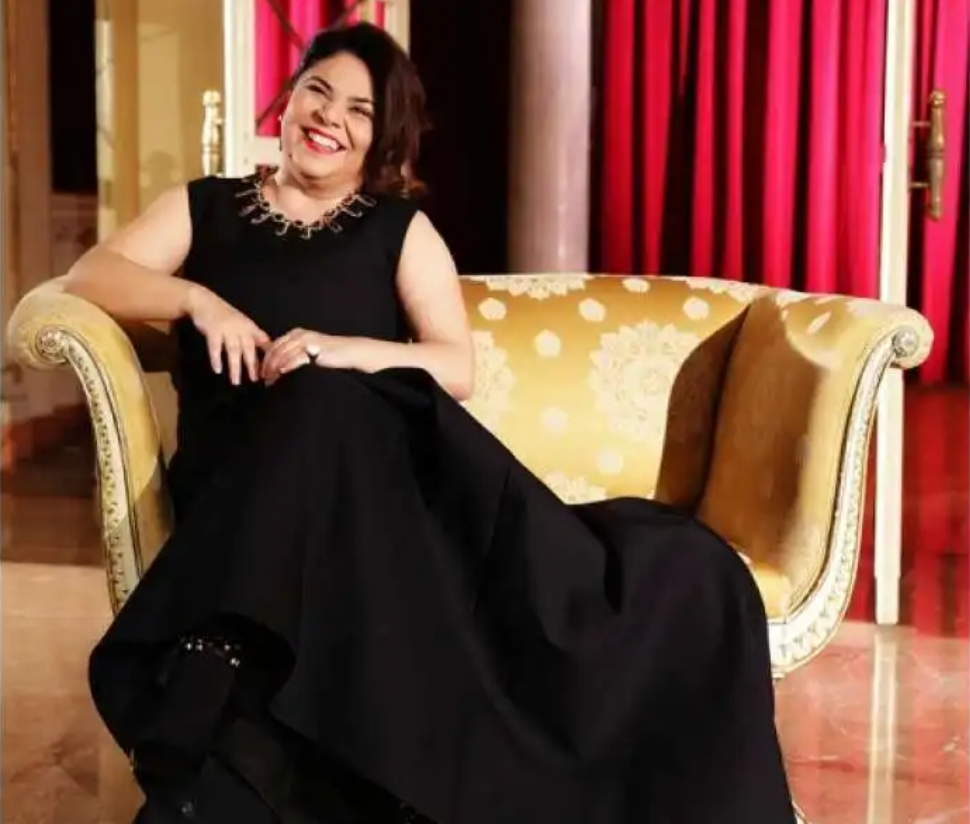
미켈라 무르자, 2019

미켈라 무르자(이탈리아어: Michela Murgia, 1972년 6월 3일~2023년 8월 10일)는 이탈리아 최고의 지성인으로 소설, 에세이, 극 시나리오 외에도 이탈리아 유력 일간지 라 레푸블리카에 칼럼을 투고하며, 사회적 정치적으로 영향력을 행사하며 이탈리아의 오피니언 리더로 활발하게 활동했다. 사르데냐 카브라스에서 태어나, 생을 마감하기 한 달 전, 오랜시간 그녀와 함께한 절친, 피렌체 출신 연극 배우 로렌초 테렌치와 혼인신고를 했다. 이 혼인신고는 이탈리아 최초로 공개된 투병 중 진행된 혼인 신고였는데, 이는 평생을 성소수자와 여성의 권리를 위해 투쟁했던 그녀의 정치적인 행동의 일환으로 이탈리아 사회에 큰 파장을 일으켰다. 뿐만아니라 그녀는 투병 중에도 끊임없이 외부 활동과 사회관계망을 통해, 그녀의 병명과 사회적으로 금기시 되어 온 죽음에 대한 테마를 통해 삶에 대한 그녀의 비전을 피력했다. 안타깝게도 그녀는 신장암으로 투병 중 2023년 8월 10일, 이탈리아 로마에서 생을 마감했으나, 병상에서 쓰여진 글과 미공개 된 원고들이 수록된 여러 권의 도서가 그녀가 입양한 아들에 의해 세상에 빛을 보게 되었다. 
첫 장편소설 «아카바도라»는 이탈리아의 권위있는 문학상 캄피엘로(Premi Campiello)와 몬델로(Premi Mondello)를 수상하며 재능있는 젊은 여성 작가로 주목 받기 시작했다. 2023년 프랑스 정부 문화예술공로 훈장을 수여받았다. 
그녀는 작가로서 성평등, 반파시즘 운동에 앞장서며 현지의 각종 매체에서 정치적, 사회적 오피니언 리더로 활약하였다. 또한 한국의 케이팝 문화에 관심을 갖고 BTS와 한국의 팬덤 문화에 대한 소개를 하는 마스터 클래스 강연을 하기도 했다.  

## 약력
작가로 활동하기 전 그녀는 상업 계열 고등 교육 과정을 마친 후 교내 학생을 대상으로 종교 교육 활동을 했으며, 그 외에도 다국적 기업에서 행정업무, 판매원 등 다양한 분야에서 경력을 쌓았다. 그녀의 첫 작품 ‘세상은 알아야 한다’(Il mondo deve sapere)는 본인이 직접 대기업 Kirby Company에서 콜센터 직원으로 일하며 겪었던 불평등한 사회와 비정규직의 현실, 그리고 대기업의 노동 착취에 대한 내용을 자신의 블로그에 고발하며 유명해지기 시작했다. 그녀의 첫 소설 ‘세상은 알아야 한다’(Il mondo deve sapere)는 연극 무대와 파올로 비르지(Paolo Virzi)의 감독이 연출한 영화 ‘내 앞에 펼쳐진 창창한 인생’(Tutta la vita davanti)으로 각색되어 2008년 이탈리아에서 상영되었다.
그녀는 가톨릭 운동 단체에서 청년 대표로 활동했었고, 2004년 9월에는 교황 요한 바오로 2세가 참여했던 Loreto 전국 성지 순례 행사를 기념하여 연극 공연을 기획했다. 그녀의 고향 사르데냐 Sinis 반도를 의미하는 ‘나의 시니스’(Il mio Sinis)라는 블로그를 운영하며, 2007년에 42명의 사르데냐 출신의 작가들과 함께 출판물 ‘거울 앞의 사르데냐 작가들’(scrittori sardi allo specchio)의 저자로 참여하기도 했다. 2008년에는 에이나우디(Einaudi) 출판사에서 사르데냐에 잘 알려지지 않은 장소를 모아 문학적으로 제시한 ‘사르데냐에서의 여행’(Viaggio in Sardegna)을 출간하였고 이듬해 같은 출판사에서 소설 «아카바도라» 를 통해 안락사와 입양이라는 소재를 50년대 사르데냐와 접목한 작품으로 화려하게 등단한다. 아카바도라는 2010년 독일에서 번역 출간되었고 한국에서도 2012년 들녘 출판사를 통해 번역 출간되었다. 
미켈라 무르자는 2009년 «아카바도라»로 소설 부분 데시(Premio Dessi)상을 수상하였고 2010년 수퍼 몬델로 상(Premio Mondello)을 받았다. 2011년 에이나우디 출판사에서 '아베 마리아. 교회가 여성을 만들었다’(Ave Mary. E la chiesa inventò la donna)를 출간하였다. 2013년에 라테르차 (Laterza)출판사에서 여성혐오 고발 도서 ‘사랑해서 죽였다고. 헛소리!’(L’ho uccisa perché l’amavo. Falso!) 출간한 후, 2015년 10월에는 출판사 에이나우디에서 소설 ‘키루’(Chirù)를 발표했다. 2016년부터 공영방송 Rai 3 도서 평론과 추천 방송 프로그램에 출연했다. 2017년에는 토요일 오후 Rai 3 프로그램 ‘차크라’(Chakra)의 진행을 맡았다. 
2018년에는 풍자적 실용지침서 ‘파시스트되는 법’(Istruzioni per diventare fascisti)을 출간하였고 한국에서도 사월의책을 통해 번역 출간되었다. 2019년 키아라 탈리아페리(Chiara Tagliaferri)와 함께 동명 도서 ‘모르가나, 당신의 엄마라면 허락하지 않을 여성들의 이야기’(Morgana, storie di ragazze che tua madre non approverebbe)를 팟캐스트 방송을 하고 있다. 2019년부터는 이탈리아 라디오 방송 ‘라디오 캐피털’ 저녁 방송 프로그램 TgZero 을 통해 다양한 청취자를 만나 왔다. 2020년 12월 7일 코로나 바이러스로 인해 공연 일정이 장기간 중단된 밀라노 스칼라 극장이 기획한 TV 방송 프로그램에서 오페라의 여주인공을 소개하였다. 2021년 1월부터 이탈리아 유력 주간지 에스프레소(L’espresso)에 로베르토 사비아노(Roberto Saviano) 이후, 여성 최초로 안티이탈리아(L’Antitaliana)의 칼럼에 연재를 시작하게 되었다. 2022년 3월 L'espresso 의 편집장 마르코 다밀라노(Marco Damilano) 일방적 퇴사 통보에 항의하여 칼럼 연재를 그만두기로 한다.           
현재 2022년 1월부터 sky arte 시리즈 고스트 호텔(Ghost Hotel) 진행을 맡아 《티파니에서 아침》의 작가 트루먼 카포티(Truman Capote)에 대한 이야기를 시작으로 첫 회 방송을 시작하였다. 또한 그녀는 한국의 케이팝문화에 관심이 많고 BTS를 사랑하는 이탈리아 팬으로 알려지면서 최근 라바짜 베이스먼트 카페(Basement cafe by Lavazza)에서 팝문화와 정치라는 주제로 그녀가 연구한 한류 현상과 BTS에 대해 이탈리아 독자들을 만나 마스터 클래스에서 자신의 의견을 피력하기도 했다.                   
'아직도 그런 말을 하세요? 마땅히 불편한 말들' (Stai zitta)이 현지에서 출간되자마자 큰 반응을 얻었고, 2022년 한국에서도 비전코리아를 통해 출간되었다.                     
출판사 에이나우디를 통해 2022년 11월, 기독교 신자가 페미니스트일 수 있을까라는 질문에 대답하는 형식의 에세이 God Save the Queer가 출간되었고, 2023년 5월 16일 출판사 Mondadori를 통해 코로나 판데믹 1년 동안 이탈리아에서 벌어진 열두 가지 이야기를 모아 엮은 소설 트레 쵸톨레 (Tre Ciotole)를 출간해 한 달 동안 베스트셀러 1위를 차지하는 기염을 토했다. 최근 동명 소설이 영화화되어 2025년 10월에 개봉한다.                                                                                                                                                                              
2023년 7월 5일, 미켈라 무르자가 다이렉팅한 특별호로 꾸며진 Vanity Fair N.26-27호는 그녀가 지향하는 가치관과 가족, 결혼, 여성, 퀴어에 관한 인터뷰 내용이 출간되었다. 이 인터뷰에서 퀴어 가족이라는 개념을 정의하며 최초로 그녀의 'Queer Family'를 소개한다.                                                                                                                                                                             
2024년 1월, 다양한 형태의 모성에 대한 생각을 정리한 병상 에세이 Dare la vita 가 출간되었으며, 같은 해 6월, 총 16개의 글이 수록된 Ricordatemi come vi pare 가 작가의 입양 아들 Alessandro Giammei에 의해 출판되었다. 수록된 16개의 글에는 그녀가 평소 좋아했던 한국에 대한 내용도 담겨 있다.                                                                                                                                                                                                                                                                                                                                                           

## 저서
- Accabadora, Torino, Einaudi, 2009. ISBN 978-88-06-19780-3.
- Viaggio in Sardegna. Undici percorsi nell'isola che non si vede, Torino, Einaudi, 2008. ISBN 978-88-06-19244-0.

- Ave Mary. E la chiesa inventò la donna, Torino, Einaudi, 2011. ISBN 978-88-06-20134-0.
- L'aragosta, in Piciocas. Storie di ex bambine dell'Isola che c'è, Bologna-Napoli, Caracò, 2012. ISBN 978-88-97567-10-3.

- L'ho uccisa perché l'amavo (falso!), con Loredana Lipperini, Roma-Bari, Laterza, 2013. ISBN 978-88-581-0730-0.
- L'eredità, in Sei per la Sardegna, Torino, Einaudi, 2014. ISBN 978-88-06-22157-7
- Futuro interiore, Torino, Einaudi, 2016. ISBN 978-88-58-42341-7.
- Il mondo deve sapere. Romanzo tragicomico di una telefonista precaria, Milano, ISBN, 2006. ISBN 88-7638-044-2.  [Rist. Einaudi, 2017]
- Persone che devi conoscere, Padova, Messaggero di Sant'Antonio, 2018. ISBN 978-88-25-03959-7.
- L'inferno è una buona memoria. Visioni da «Le nebbie di Avalon» di Marion Zimmer Bradley, Venezia, Marsilio, 2018. ISBN 978-88-31-72990-1.
- Istruzioni per diventare fascisti, Torino, Einaudi, 2018. ISBN 978-88-06-24060-8.
- Morgana. Storie di ragazze che tua madre non approverebbe, con Chiara Tagliaferri, Milano, Mondadori, 2019. ISBN 978-88-04-71711-9. Morgana. L'uomo ricco sono io, con Chiara Tagliaferri, Milano, Mondadori, 2021. ISBN 978-88-04-74501-3.
- Elena, in Le nuove Eroidi, Milano, Harper Collins, 2019. ISBN 8869055582
- Stai Zitta, e altre nove frasi che non vogliamo sentire più, Torino, Einaudi, 2021. ISBN 978-88-06-24918-2
- God Save the Queer. Catechismo femminista, Torino, Einaudi, 2022, ISBN 9788806259105.
- Tre Ciotole. Rituale per un anno di crisi. Mondadori, 2023, ISBN 9788804774891